# Bozzetto per lo Schiavo giovane
Il Bozzetto per lo Schiavo giovane è un modello in cera per scultura (h 16,5 cm) attribuito a Michelangelo, databile al 1516-1519 circa e conservato alla Galleria dell'Accademia a Firenze.

## Storia e descrizione
L'opera, generalmente ritenuta autografa, è un modello per lo Schiavo giovane per la tomba di Giulio II, statua non-finita oggi alla Galleria dell'Accademia a Firenze. Si sa che Michelangelo produsse numerosi modellini delle sue opere, soprattutto in cera e in terracotta, che venivano poi via via distrutti. Quando la fama dell'artista iniziò ad essere grande, alcuni di questi modellini vennero conservati e collezionati, come avvenne anche ai suoi disegni e schizzi. I modellini servivano anche per un particolare processo scultoreo, che prevedeva l'immersione in acqua della scultura: abbassando gradualmente il livello del liquidi si poteva avere un'idea dei livelli orizzontali della statua e riportarli sul marmo.
Il nucleo più numeroso di bozzetti michelangioleschi si trova a casa Buonarroti a Firenze. Il problema più considerevole di queste opere è l'attribuzione che, nella scarsità di fonti documentarie e d'archivio, è spesso controversa o comunque priva di certezze assolute.

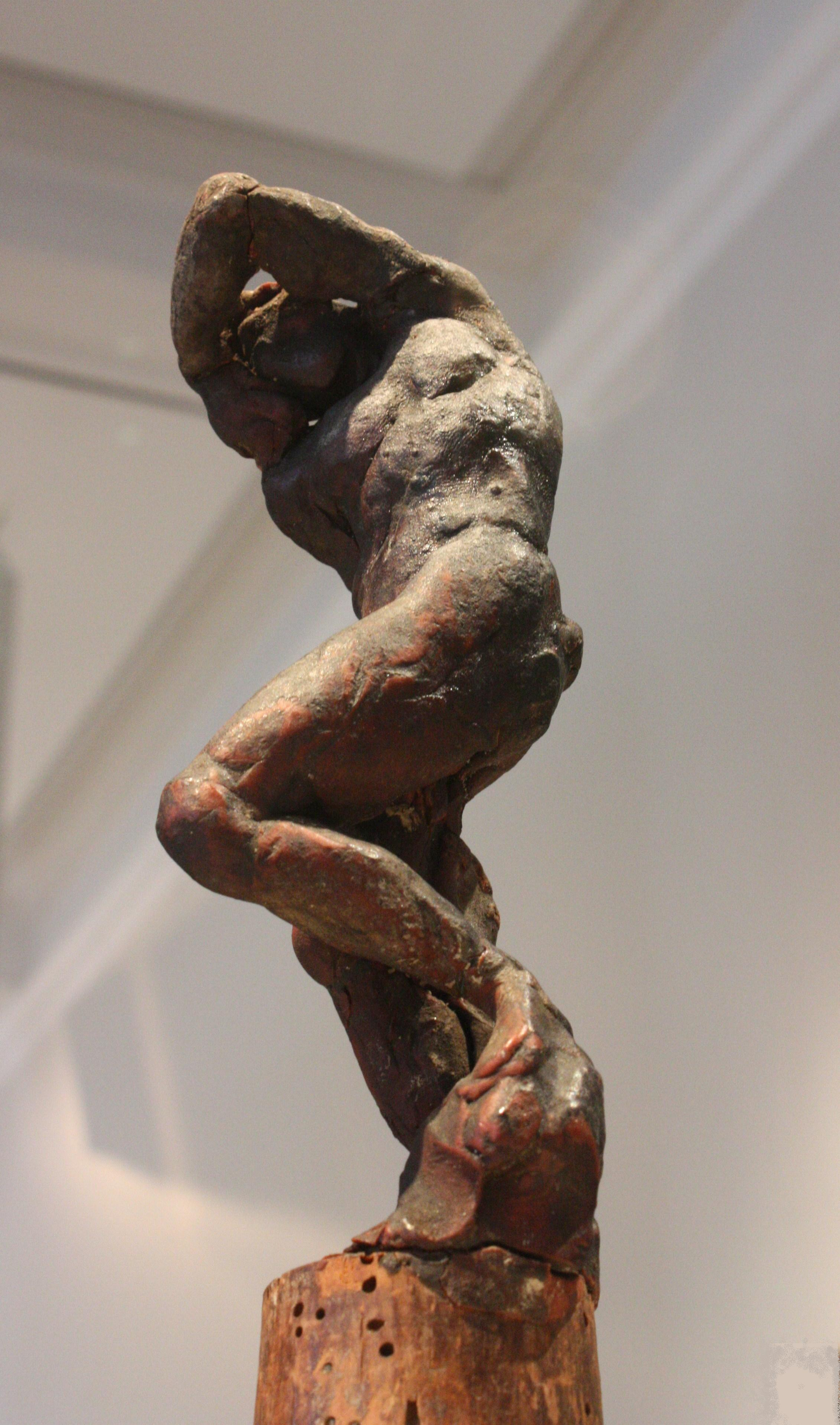
Veduta dal basso
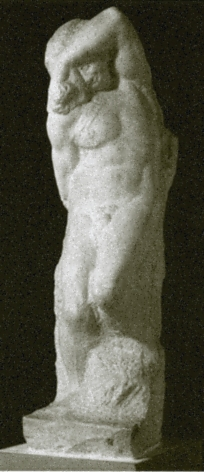
Lo Schiavo giovane